# BRAINS -コンピュータに賭けた男たち-
『BRAINS Pioneers in Computer』（ブレインズ -コンピュータに賭けた男たち-）は、原作：伊藤智義、作画：久保田眞二による日本の漫画作品。『ビジネスジャンプ』（集英社）にて1996年11号から1997年7号まで連載された。単行本は全2巻。

## 概要
『栄光なき天才たち』の原作者伊藤智義が、5人の先駆者の生涯を通して、コンピュータの進化の歴史を描いたノンフィクション漫画。「第一部・苦難の開拓者たち」と銘打たれていたが、第二部が発表されることはなかった。コミックスには、伊藤が本業を生かしてコンピュータの基礎講座を書いている。
原作、コンピュータの基礎講座ともに、伊藤の公式サイトで公開されている。

## 第一部・苦難の開拓者たち
- 第1章 チャールズ・バベッジ
- 第2章 アラン・チューリング
- 第3章 コンラート・ツーゼ
- 第4章 ヴァネヴァー・ブッシュ
- 第5章 ジョン・V・アタナソフ